# Schelesnodoroschny (Kaliningrad)
Schelesnodoroschny (russisch Железнодорожный, translit. Železnodorožnyj), deutsch Gerdauen (prußisch Gierdawen; polnisch Gierdawy), ist ein Ort in der russischen Oblast Kaliningrad mit 2497 Einwohnern (Stand 1. Oktober 2021). Die Siedlung gehört zur kommunalen Selbstverwaltungseinheit Munizipalkreis Prawdinsk im Rajon Prawdinsk.

## Geographische Lage
Der Ort liegt in der historischen Region Ostpreußen, am Westufer des kleinen Flusses Omet und dem Banktinsee, etwa 71 Kilometer südöstlich von Königsberg (Kaliningrad). Drei Kilometer südlich verläuft die polnische Grenze.

## Ortsname
Der bis 1947 geltende Stadtname Gerdauen leitet sich vom prußischen Stammeshäuptling Girdawe ab. Er war der Sohn des prußischen Edlen Tulegarde aus dem Geschlecht der Rendalia, der mit seinem Vater zum christlichen Glauben konvertierte und 1260 hier eine Burg besaß. Der Name Girdawe soll sich vom prußischen girdin herleiten und so viel wie „sprechen“, „reden“, „Wort halten“ bedeuten.
Der russische Ortsname Schelesnodoroschny, gebildet aus schelesny = Eisen- und doroschny = Weg-, bedeutet auf Deutsch etwa Eisenbahnstadt.

## Geschichte

Gerdauen südöstlich von Königsberg und südwestlich von Insterburg auf einer Landkarte von 1908.

Historisches Wappen

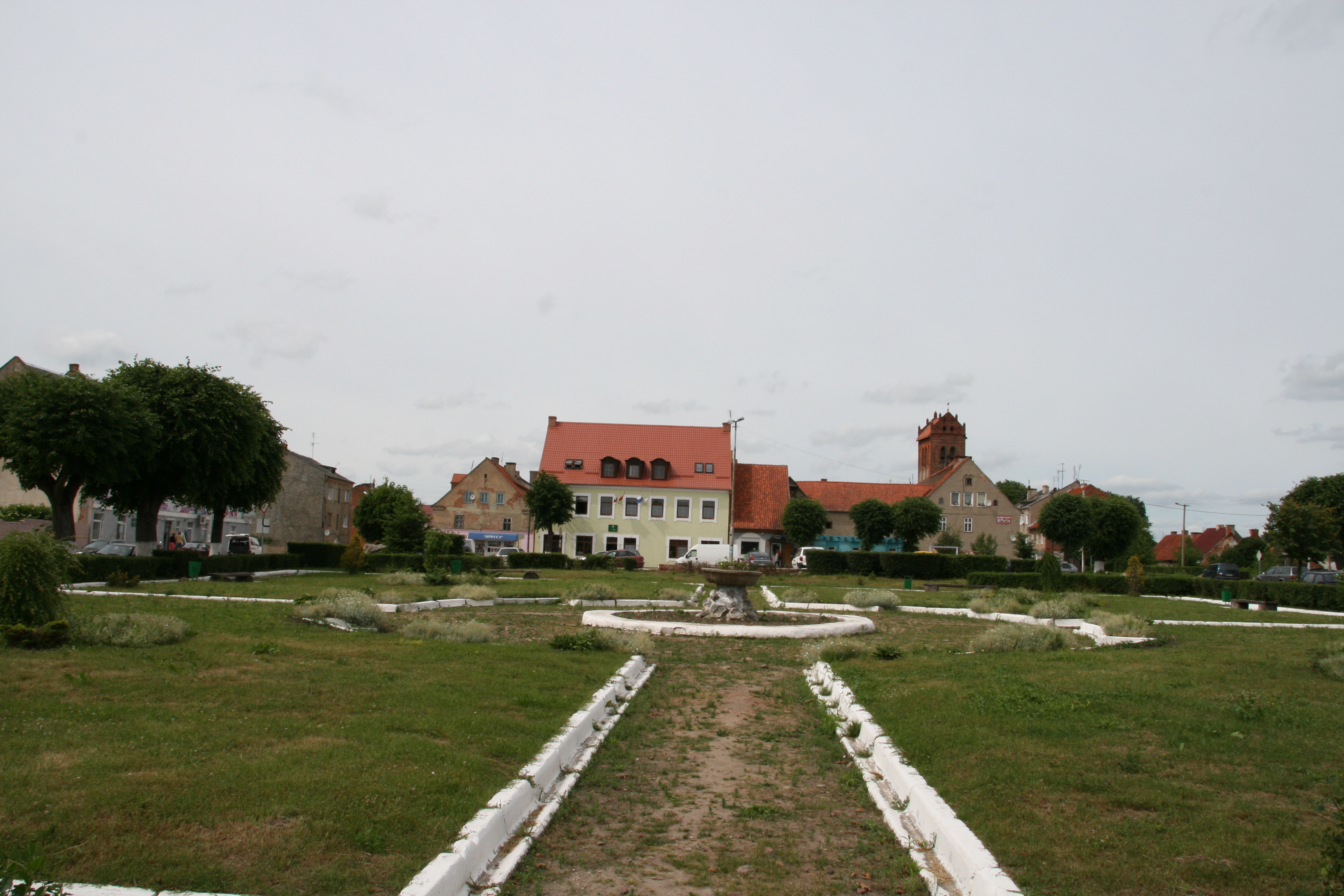
Heutiger Marktplatz (bis in die 1960er-Jahre vollständig bebaut)

Um die Mitte des 13. Jahrhunderts besaß der Prußenführer Girdawe, dessen Name Sprecher bedeutet, auf einer Anhöhe am Fluss Omet eine Burg. Während des Prußenaufstandes gegen den Deutschen Orden im Jahre 1262 weigerte sich Girdawe, gegen das Ordensheer zu kämpfen, brannte seine Burg nieder und begab sich unter den Schutz des Ordens nach Königsberg. Unter dem Komtur Heinrich von Eysenberg errichtete der Deutsche Orden anstelle der ehemaligen Prußenburg 1325 eine neue Burg zum Schutz gegen die Litauer. Diese belagerten die Burg 1347, konnten sie aber nicht einnehmen. 1368 wurde im Zusammenhang mit der Erwähnung des Burgherren Kuno von Hattenstein Gerdauen als Name der Burg genannt, der offensichtlich von Girdawe dem Prußenführer abgeleitet war. Unter dem Hochmeister Winrich von Kniprode wurde das Umland der Burg ab Mitte des 14. Jahrhunderts mit deutschen Einwanderern besiedelt. Am 21. September 1398 verlieh der Hochmeister Konrad von Jungingen Gerdauen das Kulmer Stadtrecht. Bald darauf wurde die Stadt mit einer Wehrmauer versehen, und man begann mit dem Bau einer Kirche. 1428 wurde das Nordenburger Dominikanerkloster nach Gerdauen verlegt.
Als der Deutsche Orden nach dem Zweiten Thorner Frieden in finanzielle Schwierigkeiten geriet, verpfändete dessen Hochmeister Heinrich Reuß von Plauen am 8. April 1469 neben Nordenburg und mehreren Dörfern auch Gerdauen samt Burg an die Brüder Georg und Christoph von Schlieben, die später auch erbliche Eigentümer wurden. Ein Stadtbrand richtete 1485 große Schäden an, die erst nach acht Jahren wieder behoben waren. Nachdem sich in Preußen die Reformation durchgesetzt hatte, wurde um 1530 das Gerdauer Dominikanerkloster aufgelöst.

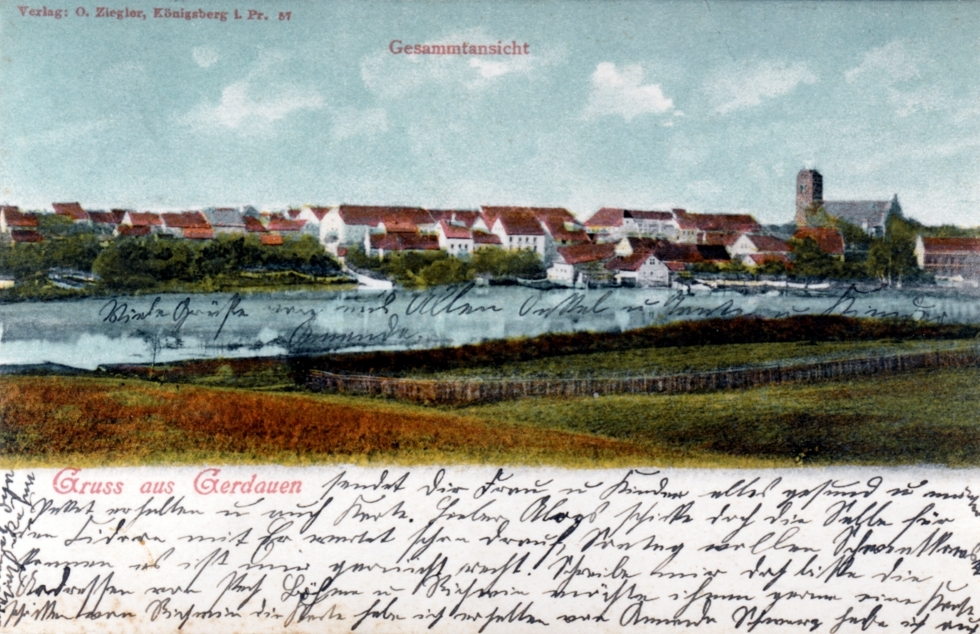
Gerdauen auf einer Postkarte, um 1905

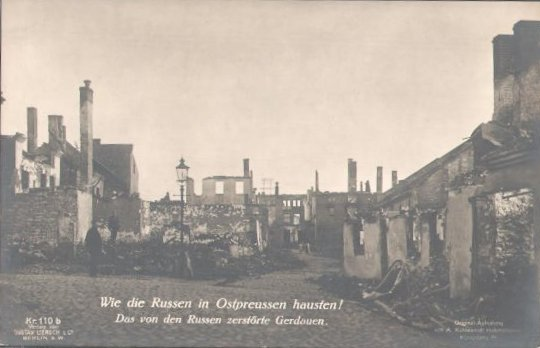
Zerstörte Häuser in Gerdauen nach dem Ersten Weltkrieg, Postkarte

Nach der Bildung des Königreiches Preußen 1701 kam Gerdauen zum Kreis Rastenburg. Der preußische König Friedrich I. erteilte 1708 Gerdauen das Recht, jährlich vier Jahrmärkte abzuhalten.
Um die Zeit als im Sommer 1757 während des Siebenjährigen Kriegs (1756–1763) die Schlacht bei Groß-Jägersdorf stattfand, versuchte ein Pulk Kosaken, in die Stadt Gerdauen zu gelangen, deren Tore geschlossen worden waren, wurde jedoch von einer Bürgerwehr zurückgeschreckt. Die Kosaken begnügten sich daraufhin mit der Plünderung der Schlösser der Grafen Schlieben und anderer Stätten in der Umgebung.

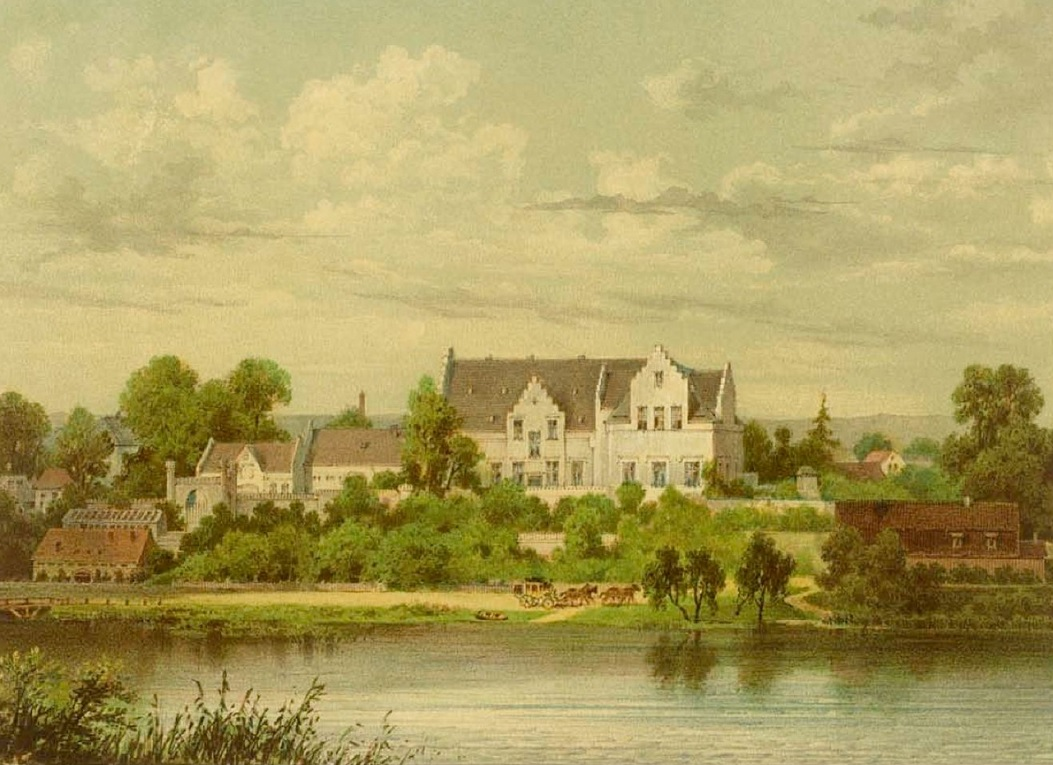
Schloss Gerdauen, Sammlung Alexander Duncker

Im Zuge der Neugliederung der Verwaltungsstruktur Preußens nach dem Wiener Kongress wurde Gerdauen am 1. Februar 1818 Kreisstadt des gleichnamigen Kreises. Die modernen Verkehrswege des 19. Jahrhunderts erreichten die Stadt zunächst 1858 mit der neuen Chaussee nach Angerburg. 1871 erfolgte der Anschluss an die Bahnstrecke Thorn–Insterburg, nach Königsberg wurde 1898 eine Bahnstrecke eröffnet, und eine Kleinbahn nahm 1917 ihren Betrieb auf. Bedingt durch die günstigen Verkehrsanbindungen wurde Gerdauen zu einem bedeutenden Zentrum des Getreidehandels, außerdem waren eine Tuchmanufaktur und eine Gerberei vorhanden. Die Einwohnerzahl hatte sich von 2858 im Jahre 1890 auf 4578 im Jahre 1910 erhöht.
Im Ersten Weltkrieg wurden durch Kampfhandlungen in der Nähe von Gerdauen im September 1914 zahlreiche Häuser zerstört. Mit Hilfe der Patenstädte Budapest und Berlin-Wilmersdorf konnte der Wiederaufbau, an dem sich bekannte Architekten wie Heinz Stoffregen, Otto Walter Kuckuck und Hugo Wagner beteiligten, in „altdeutschem“ Stil bis 1921 abgeschlossen werden. 1939 hatte sich die Zahl der Einwohner auf 5125 erhöht. Der Zweite Weltkrieg richtete relativ wenig Schaden in Gerdauen an.
1938/39 wurde der Flugplatz Gerdauen errichtet, der bis 1945 in Betrieb war. In Gerdauen befand sich ein Außenarbeitslager des KZ Stutthof.
Am 27. Januar 1945 wurde Gerdauen durch die Rote Armee besetzt. Am 15. Juli 1945 wurde in einem polnisch-sowjetischen Abkommen ein Dokument unterzeichnet, wonach die sowjetischen Militärbehörden die Stadt besatzungsrechtlich den Zivilbehörden der Volksrepublik Polen zur Verwaltung überließen. In der nunmehr Gierdawy genannten Stadt befand sich bis zum 16. August 1945 der Sitz der polnischen Kreisverwaltung für den gesamten Kreis Gerdauen, der jedoch danach ins zehn Kilometer südlich gelegene Skandau verlegt wurde. Am 4. September 1945 wurde der polnischen Verwaltung schriftlich mitgeteilt, dass diese und die bereits zugewanderte polnische Zivilbevölkerung die Stadt zu verlassen haben, worauf Gerdauen wie auch der gesamte nördliche Teil des Kreises unter Verwaltung durch die Sowjetunion kam. Die zwischenzeitlich gebräuchliche polonisierte Ortsbezeichnung Gierdawy wurde wieder getilgt und die Stadt ein letztes Mal in Gerdauen zurück benannt.
Die Stadt wurde der sowjetischen Oblast Kaliningrad zugeordnet. 1947 wurde der Ort in Schelesnodoroschny umbenannt, wobei er das Stadtrecht verlor und den Status einer Siedlung städtischen Typs (Arbeitersiedlung) bekam. Auch nach Flucht und Vertreibung der deutschen Bevölkerung blieb der Ort zunächst gut erhalten, doch die neue Grenzlage erschwerte die weitere Entwicklung. Von 1947 bis 1962 war Schelesnodoroschny Verwaltungssitz des Rajons Schelesnodoroschny. Nach dessen Auflösung gelangte der Ort in den Rajon Prawdinsk. Ab den 1960er Jahren begann der Verfall der Stadt. Ein erheblicher Teil der Altbausubstanz ist seither zerstört, auch die Kirche ist heute nur noch eine Ruine. Zur 600-Jahr-Feier der Stadtwerdung von Schelesnodoroschny/Gerdauen wurde 1998 auf dem heutigen Marktplatz ein Gedenkstein enthüllt, der auch den deutschen Namen Gerdauen in kyrillischer Schrift führt. Von 2004 bis 2015 war Schelesnodoroschnoje Sitz einer städtischen Gemeinde. 2016 wurde der Ort in den neu gebildeten Stadtkreis Prawdinsk eingegliedert.

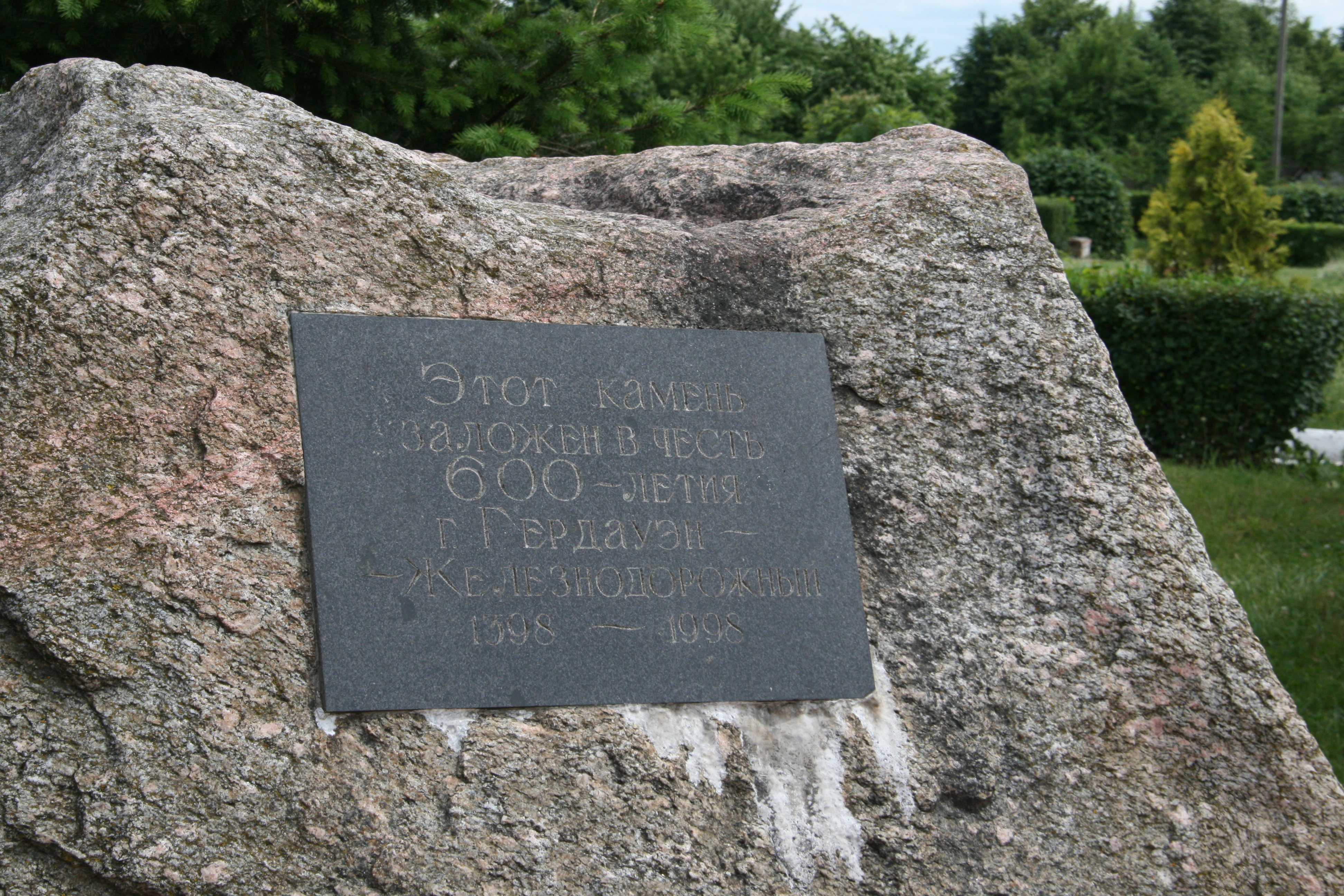
Gedenkstein zur 600-Jahr-Feier der Stadtwerdung des Ortes im Jahr 1998

2019 wurde Schelesnodoroschny zu einer (ländlichen) Siedlung zurückgestuft. Seit 2022 gehört der Ort zum Munizipalkreis Prawdinsk. 

### Demographie

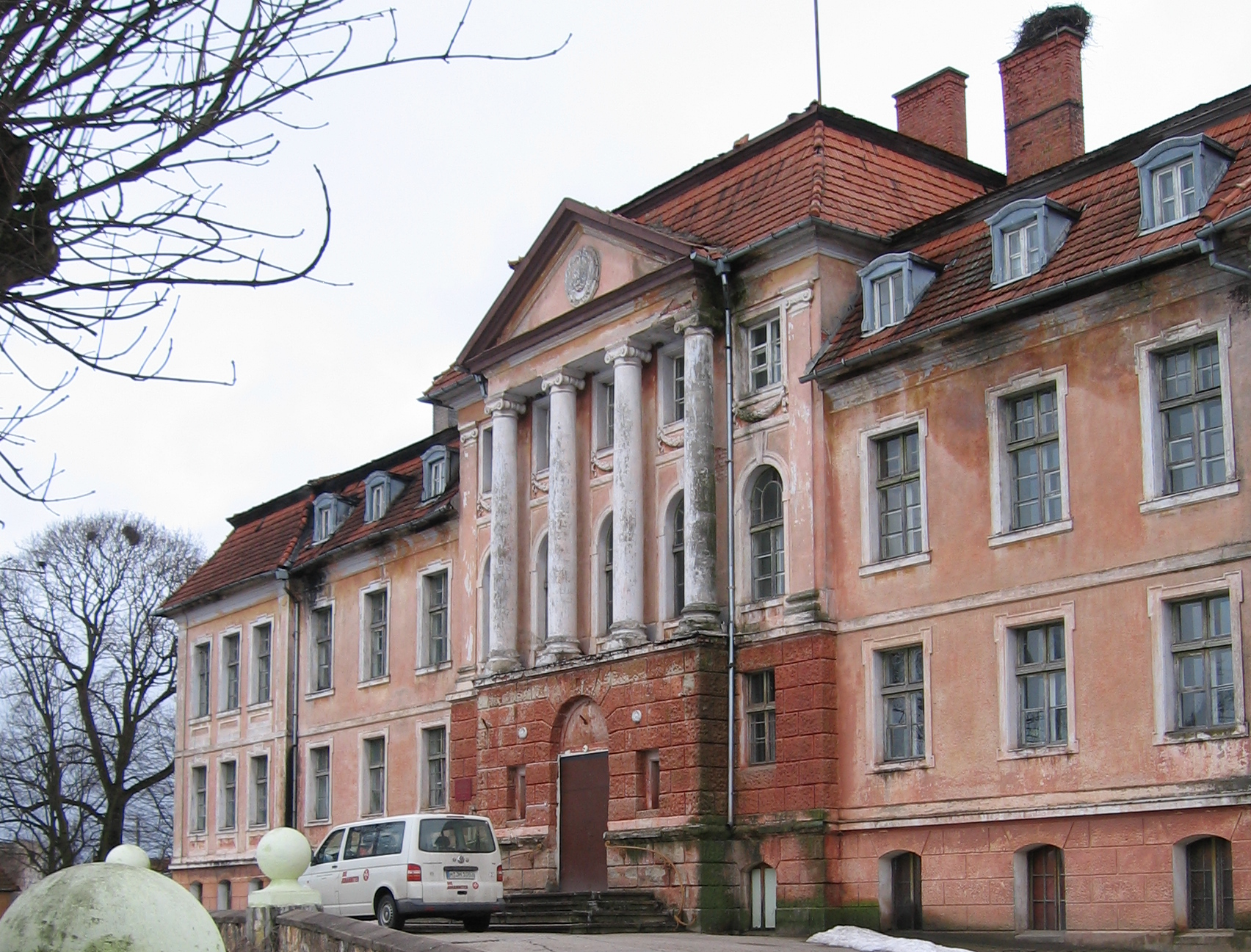
Ehemaliges Landratsamt

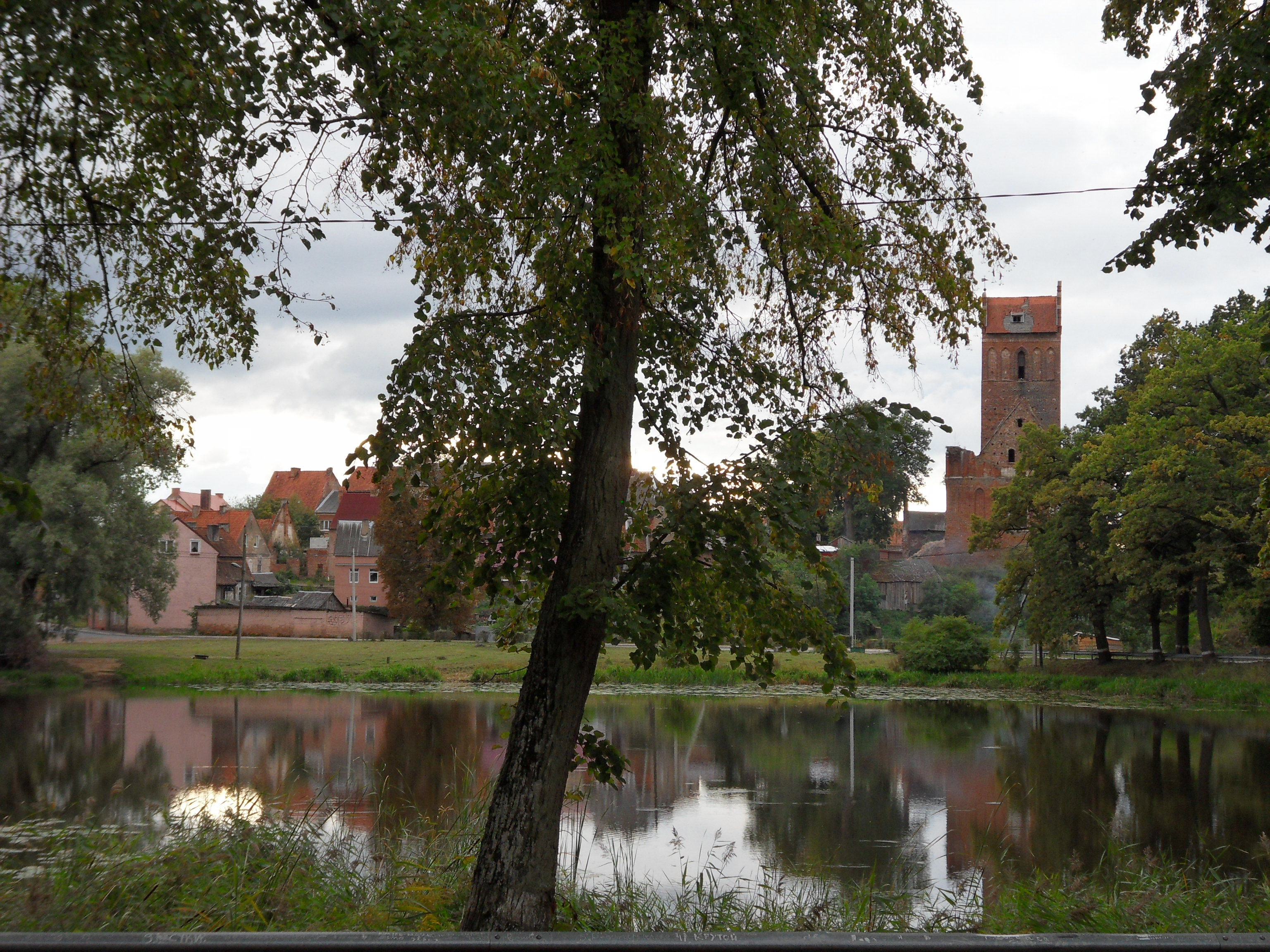
Altstadt des früheren Gerdauen, über den Banktinsee gesehen

| Jahr | Einwohner | Anmerkungen |
| ---- | --------- | --- |
| 1768 | 1178      | [ 9 ] |
| 1783 | > 1600    | Stadt mit 196 Feuerstellen (Haushaltungen), ohne die Garnison, die aus einer Schwadron Dragonern besteht          |
| 1798 | 1533      | [ 9 ] |
| 1802 | 1672      | Stadt |
| 1810 | 1425      | Stadt |
| 1813 | 1439      | am Jahresende |
| 1816 | 1606      | Kreisstadt, davon 1534 Evangelische, 14 Katholiken und 58 Juden                                                   |
| 1821 | 1850      | Kreisstadt, mit 186 Privatwohnhäusern                                                                             |
| 1828 | 2166      | [ 9 ] |
| 1831 | 2096      | Kreisstadt, mit Sitz eines Land- und Stadtgerichts, Einwohner betreiben u. a. Ackerbau, Tuchweberei und Gerberei  |
| 1858 | 2357      | Kreisstadt, davon 2267 Evangelische, zehn Katholiken und 80 Juden                                                 |
| 1864 | 2852      | am 3. Dezember |
| 1871 | 3009      | [ 16 ] |
| 1875 | 2864      | [ 16 ] [ 17 ] |
| 1880 | 2794      | [ 17 ] |
| 1890 | 2858      | davon dreißig Katholiken und 55 Juden                                                                             |
| 1900 | 2926      | Kreisstadt, mit einer evangelischen Kirche, einem Amtsgericht, einem Warendepot der Reichsbank und Getreidehandel |
| 1910 | 3028      | Stadt, am 1. Dezember                                                                                             |
| 1933 | 4712      | [ 17 ] |
| 1939 | 5125      | [ 17 ] |

| Jahr      | 1959 | 1970 | 1979 | 1989 | 2002 | 2010 | 2021 |
| --------- | ---- | ---- | ---- | ---- | ---- | ---- | ---- |
| Einwohner | 3380 | 3661 | 3772 | 3246 | 2945 | 2767 | 2497 |

Anmerkung: Volkszählungsdaten

### Schelesnodoroschnoje gorodskoje posselenije 2004–2015

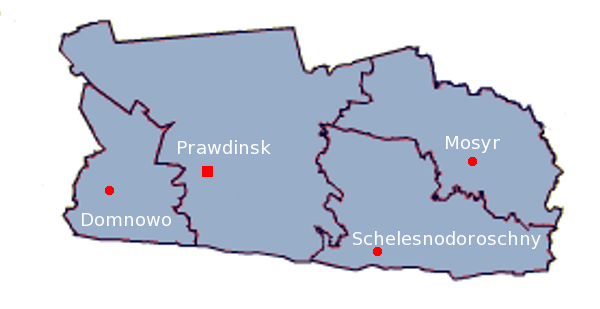
Verwaltungsgliederung des Rajons Prawdinsk

Die städtische Gemeinde Schelesnodoroschnoje gorodskoje posselenije (ru. Железнодорожное городское поселение) wurde im Jahr 2004 eingerichtet und enthielt außer der Siedlung städtischen Typs Schelesnodoroschny weitere 30 als „Siedlungen“ (russisch: possjolok) eingestufte Ortschaften im südöstlichen Bereich des Rajons Prawdinsk.
Neben der „Siedlung städtischen Typs“ Schelesnodoroschny gehörten folgende 30 Siedlungen zur Schelesnodoroschnoje gorodskoje posselenije:
| Ortsname                   | Deutscher Name                                         |  | Ortsname                      | Deutscher Name     |
| -------------------------- | ------------------------------------------------------ |  | ----------------------------- | ------------------ |
| Aiwasowskoje (Айвазовское) | Trausen (Forsthaus)                                    |  | Nowo-Bijskoje (Ново-Бийское)  | Friedrichswalde    |
| Cholmogorje (Холмогорье)   | Peißnick mit Gneisenau, Mühling, Partsch und Wisdehlen |  | Nowosjolki (Новосёлки)        | Neuendorf          |
| Gogolewskoje (Гоголевское) | Althof                                                 |  | Nowostrojewo (Новостроево)    | zu Gerdauen        |
| Grebnoje (Гребное)         | Grünhagen                                              |  | Oserki (Озерки)               | Georgenfelde       |
| Kamenka (Каменка)          | (Groß) Pentlack                                        |  | Panfilowo (Панфилово)         | Klonofken/Dreimühl |
| Klenowoje (Кленовое)       | Grüneberg                                              |  | Saretschenskoje (Зареченское) | Groß Sobrost       |
| Kostromino (Костромино)    | Grünheim mit Großheim                                  |  | Schewzowo (Шевцово)           | Plikow/Plickau     |
| Kotschkino (Кочкино)       | Popowken/Neusobrost                                    |  | Smolnoje (Смольное)           | Charlottenburg     |
| Kotschubejewo (Кочубеево)  | Agonken/Altsiedel                                      |  | Snamenka (Знаменка)           | Klinthenen         |
| Krylowo (Крылово)          | Nordenburg                                             |  | Sowchosnoje (Совхозное)       | Christinenfeld     |
| Krymskoje (Крымское)       | Prätlack                                               |  | Swerewo (Зверево)             | Wandlacken         |
| Lipnjaki (Липняки)         | Trausen                                                |  | Tschaadajewo (Чаадаево)       | Brolost            |
| Michailowka (Михайловка)   | Linde                                                  |  | Tschaikino (Чайкино)          | Rauschen           |
| Nekrassowka (Некрасовка)   | Nordenthal                                             |  | Wischnjowoje (Вишнёвое)       | Altendorf          |
| Nikitino (Никитино)        | Bawien/Bauden                                          |  | Wolnoje (Вольное)             | Wolla/Ebenau       |

## Kirche

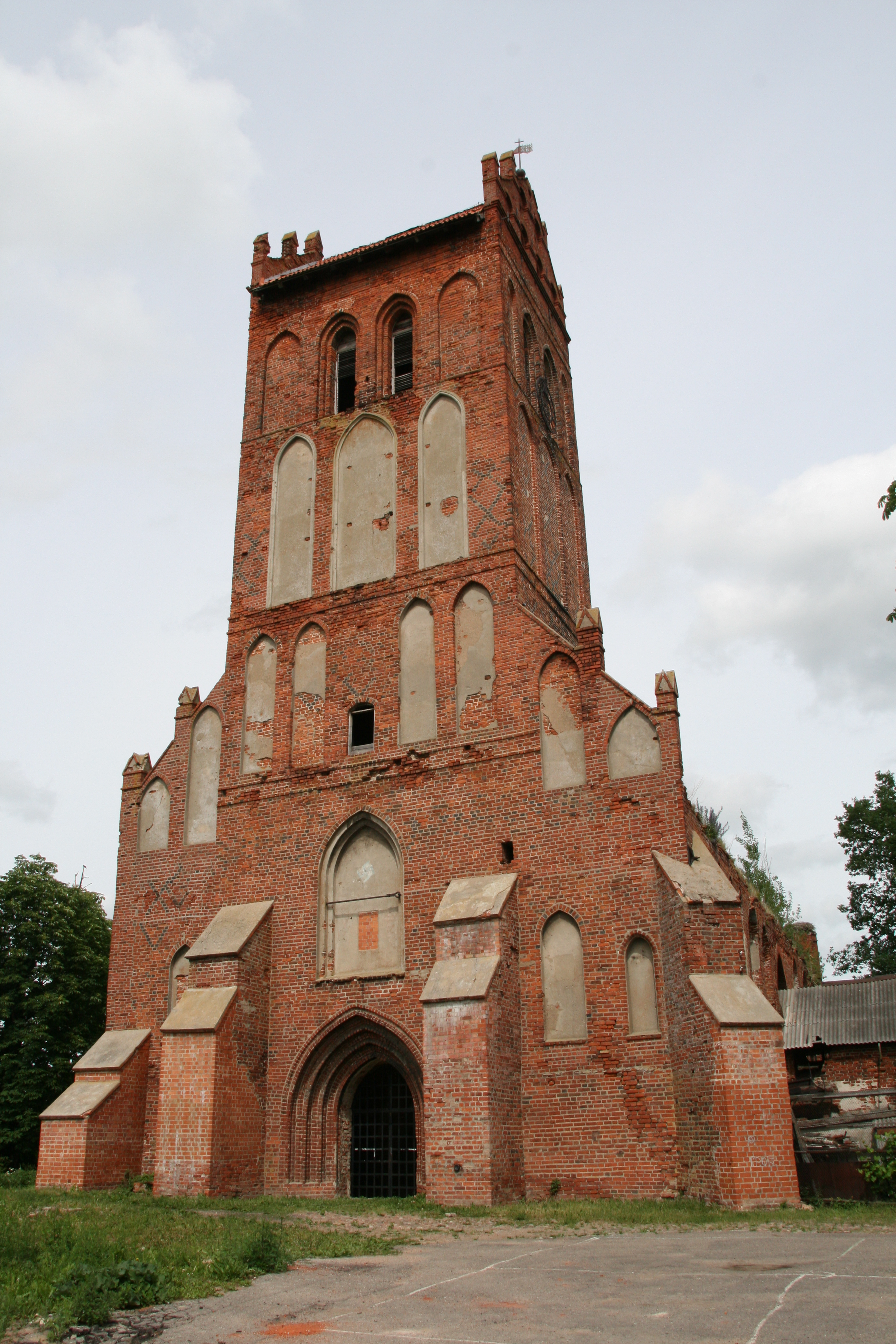
Ruine des Kirchturms der Pfarrkirche Gerdauen / Schelesnodoroschny (Juni 2011)

### Kirchengebäude

#### Ehemalige Pfarrkirche
Die Gerdauener Pfarrkirche entstand ursprünglich als Wehrkirche, gestiftet 1260 von dem zum Christentum konvertierten Prußen Girdawe.
Die nördliche Wand des Gotteshauses wurde später in die Stadtmauer integriert, und der wehrhafte Turm erhielt eine Verstärkung durch Strebepfeiler.
Die heute in ihren Ruinenresten noch zu sehende Kirche stammt aus der ersten Hälfte des 15. Jahrhunderts. Es handelt sich um einen chorlosen Backsteinbau, vermutlich von demselben Baumeister wie die Kirche in Löwenstein (heute polnisch: Lwowiec), der den bemerkenswerten Staffelgiebel auf der Ostseite schuf.
Im Jahr 1696 erfuhr das Gotteshaus starke Beschädigungen durch Blitzschlag. 1913 wütete ein verheerender Brand, und 1914 wurde das Oberteil des Turms durch Beschuss zerstört. Immer wieder wurden alle Schäden ausgebessert und durch Renovierungen der Gebäudebestand gesichert.

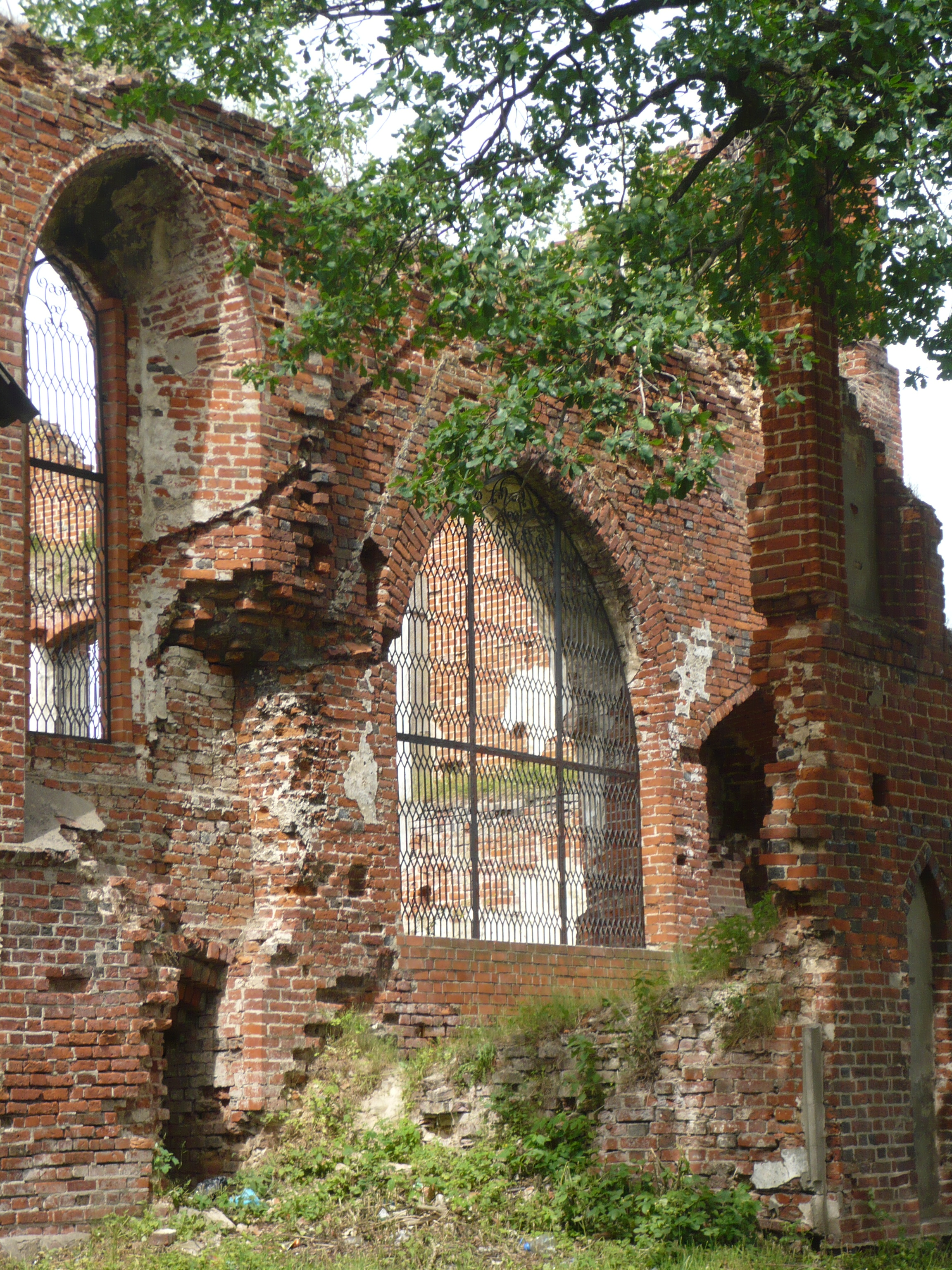
Ruine des Kirchenschiffs der Pfarrkirche Gerdauen / Schelesnodoroschny (Juni 2011)

Im Zweiten Weltkrieg blieb die Kirche von Zerstörungen verschont. In den Jahren 1948 bis 1957 wurde das Gebäude zweckentfremdet und als Kulturhaus benutzt. Danach war es dem Verfall und Vandalismus preisgegeben. In den 1970er Jahren stürzten das Dach und ein Teil des Ostgiebels ein, 1988 der Giebel über der südlichen Vorhalle. Nach 1992 wurden dringend notwendige Sicherungs- und Restaurierungsarbeiten – auch mit Hilfe aus Deutschland – vorgenommen, seit 1998 wird der Turm konservatorisch gesichert. Ob das Gebäude wieder seinem ursprünglichen Zweck als Gotteshaus zugeführt werden kann, ist noch nicht entschieden.

#### Peter-und-Paul-Kirche
Die russisch-orthodoxe Peter-und-Paul-Kirche besteht seit dem Jahr 2010.

### Evangelische Kirchengemeinde

#### Kirchengeschichte
Seit der Reformation ist das Gerdauener Gotteshaus evangelische Pfarrkirche für ein weitgedehntes Kirchspiel. Bis 1945 war die Stadt und Umgebung von einer überwiegend evangelischen Bevölkerung geprägt. Die Pfarrei war bis 1945 Teil des Kirchenkreises Gerdauen innerhalb der Kirchenprovinz Ostpreußen der Evangelischen Kirche der Altpreußischen Union und wurde von zwei Geistlichen betreut.
Nach 1945 kam aufgrund von Flucht und Vertreibung das kirchliche Leben zum Erliegen, wenn es nicht vereinzelt in privatem Rahmen stattfand. Erst in den 1990er Jahren entstanden in der inzwischen zu Russland gehörenden Oblast Kaliningrad wieder evangelische Gemeinden. Die Schelesnodoroschny nächstgelegene Gemeinde ist die in Prawdinsk. Sie gehört zur Kirchenregion der Auferstehungskirche in Kaliningrad innerhalb der ebenfalls neugegründeten Propstei Kaliningrad der Evangelisch-Lutherischen Kirche Europäisches Russland (ELKER).

#### Kirchspielorte
Zu dem bis 1945 bestehenden Kirchspiel Gerdauen gehörten nahezu 50 Ortschaften, Wohnplätze usw., von denen viele heute nicht mehr existieren, zum Teil aber auch unter einem Ortsnamen zusammengelegt wurden. Der südliche Teil des Pfarrsprengels liegt auf heute polnischem Staatsgebiet:
| Name (bis 1946)       | Russischer/Polnischer Name | Name (bis 1946)            | Russischer/Polnischer Name |
| --------------------- | -------------------------- | -------------------------- | -------------------------- |
| Adamswalde            | Nowo-Galitscheski          | Königsfelde                | Wostotschnoje              |
| Altendorf             | Wischnjowoje               | Korklack                   | Kurkławki                  |
| Altenweg              |                            | Kröchern                   | Nowo-Galitscheski          |
| Althof                | Gogolewskoje               | Lablack                    | Ljublino                   |
| Arbeitsdank           |                            | Langmichels                | Michałkowo                 |
| Berthawerth           |                            | Melchersdorf               | Iljuschino                 |
| Brolost               | Tschaadajewo               | Mühling                    | Cholmogorje                |
| Christinenfeld        | Sowchosnoje                | Neuendorf                  | Nowosjolki                 |
| Damerau               | Degtjarjowo                | Neuendorfshof              | Odojewskoje                |
| Döhrings              | Derschawino                | Neuhof                     | Sowchosnoje                |
| Doyen 1938–1945 Dugen | Duje                       | Partsch                    | Cholmogorje                |
| Friedrichswalde       | Nowo-Bijskoje              | Peißnick                   | Cholmogorje                |
| Gerdauen              | Schelesnodoroschny         | Posegnick                  | Sori                       |
| Gerdauenhöfchen       | Tichonowo                  | Prätlack                   | Krymskoje                  |
| Gneisenau             | Cholmogorje                | Rathsthal                  | Ranneje                    |
| Großheim              | Kostromino                 | Rauschen                   | Tschaikino                 |
| Grünheim              | Kostromino                 | Spochthaus                 |                            |
| Hochheim              | Slawandskoje               | Trausen, Gut               | Lipnjaki                   |
| Kanoten               | Kanoty                     | Trausen, Vorwerk/Forsthaus | Aiwasowskoje               |
| Karolinenhof          | Swjosdnoje                 | Waldhöhe                   | Uschinskoje                |
| Kinderhof             |                            | Weidenhof                  | Rylejewo                   |
| Klein Gerdauen        | Schaposchnikowo            | Wilhelmshof                | Marinowka                  |
| Klinthenen            | Snamenka                   | Wisdehlen                  | Cholmogorje                |
|                       |                            | Wolla, 1938–1946 Ebenau    | Wolnoje                    |

#### Pfarrer
Von der Reformation bis 1945 betreuten jeweils zwei Geistliche (1. Pfarrer und Diakonus = 2. Pfarrer) das Kirchspiel Gerdauen:
| - Christoph Sperber, 1565–1568 - Wilhelm Krüger, 1568–1571 - Andreas Aldus, 1577/1579 - Stanislaus Sperling, ab 1582 - Ludwig Spilner, 1604 - Martin Danovius, bis 1625 - Friedrich Andreä, 1636–1644 - Tobias Rosenberg, 1644–1676 - Arnold Prange, 1668/1670 - Samuel Kuttendorf, ab 1671 - Christoph Marquardt, 1676–1689 - Johann Georg Gottberg, 1689–1710 - Johann Ernst Rüdelius, 1696–170 - Christian Mendius, 1710–1739 - Bernhard Martini, ab 1711 - Jacob Bülovius, 1718–1723 - Heinrich Bolt, 1723–1750 - Theodor Jacob Weber, 1740–1748 - Heinrich Gottfried Friederici, 1748–1761 - Samuel Jacob Keber, 1751–1791 - Friedrich Schmidt, 1762–1771 - Friedrich Gotthard Hippel, 1771–1778 - Ludwig Valentin Schusterus, 1778–1780 - David Friese, 1780–1785 - Johann Jacob Triedewind, 1785–1805 | - Wilhelm Gottlieb Keber, 1791–1802 - Johann Thomas Kopp, 1802–1816 - Johann Gottlieb Litzig, ab 1806 - Johann Gotthelf Hermann, 1818–1831 - Friedrich Löffler, 1831–1855 - Alexander Hugo Eduard Springer, 1844–1858 - Friedrich Wilhelm Gemmel, 1856–1865 - Emil August Leopold Brunkow, 1858–1880 - Philipp Friedrich Johann Ferdinand Pichler, 1865–1868 - Gustav Heinrich Friedrich Wilhelm Bergau, 1869–1893 - Johann Friedrich Otto Lange, 1882–1883 - Ludwig Theodor Br. Ankermann, 1884–1885 - Arthur Georg Hempler, 1886–1887 - Karl Friedrich August Martens, 1887–1912 - Karl August Heinrich Geiger, 1893–1899 - Kurt von Maliszewski, 1899–1934 - Ernst Eckermann, 1913–1915 - Franz Friedrich Georgesohn, 1915–1931 - Werner Karnath, 1931–1939 - Helmut Gottmar Kuessner, 1934–1939 - Heinz Reich, 1939–1945 - Richard Wolfgang H. Pfeffer, 1940–1945 |

#### Kirchenkreis Gerdauen
Die Inspektion Gerdauen gab es seit 1740 und bestand als Kirchenkreis (innerhalb der Kirchenprovinz Ostpreußen der Kirche der Altpreußischen Union) bis 1945. Elf Kirchspielorte waren zuletzt zugehörig. Sie liegen heute auf russischem (RUS) bzw. polnischem (PL) Staatsgebiet:
| - Assaunen (Asuny/PL) - Friedenberg (Dworkino/RUS) - Gerdauen (Schelesnodoroschny/RUS) - Groß Schönau–Lindenau (Peskowo/RUS-Lipica/PL) - Klein Gnie (Mosyr/RUS) - Laggarben-Dietrichsdorf (Garbno/PL-Dzietrzychowo/PL) | - Löwenstein (Lwowiec/PL) - Molthainen (1938–45: Molteinen) (Mołtajny/PL) - Momehnen (Momajny/PL) - Muldszen/Muldschen (1938–46: Mulden) (Perewalowo/RUS) - Nordenburg (Krylowo/RUS) |

## Sehenswürdigkeiten und Ortsansichten
- Siehe Hauptartikel: Burg Gerdauen

Erhalten sind Reste der Ordensburg Gerdauen des Deutschen Ordens und der alten Ordenskirche sowie eine alte Wassermühle. Trotz des starken Verfalls bietet die Stadt noch immer ein bemerkenswertes architektonisches Beispiel für eine im Ersten Weltkrieg auf historischem Stadtgrundriss neu aufgebaute Stadt. Leider ist die Bebauung zwischen den bis 1945 existierenden Marktplätzen komplett abgerissen und lediglich als Grünfläche mit parkähnlichen Wegen hergerichtet. Am Rande dieser Grünfläche befindet sich ein Lenin-Denkmal.

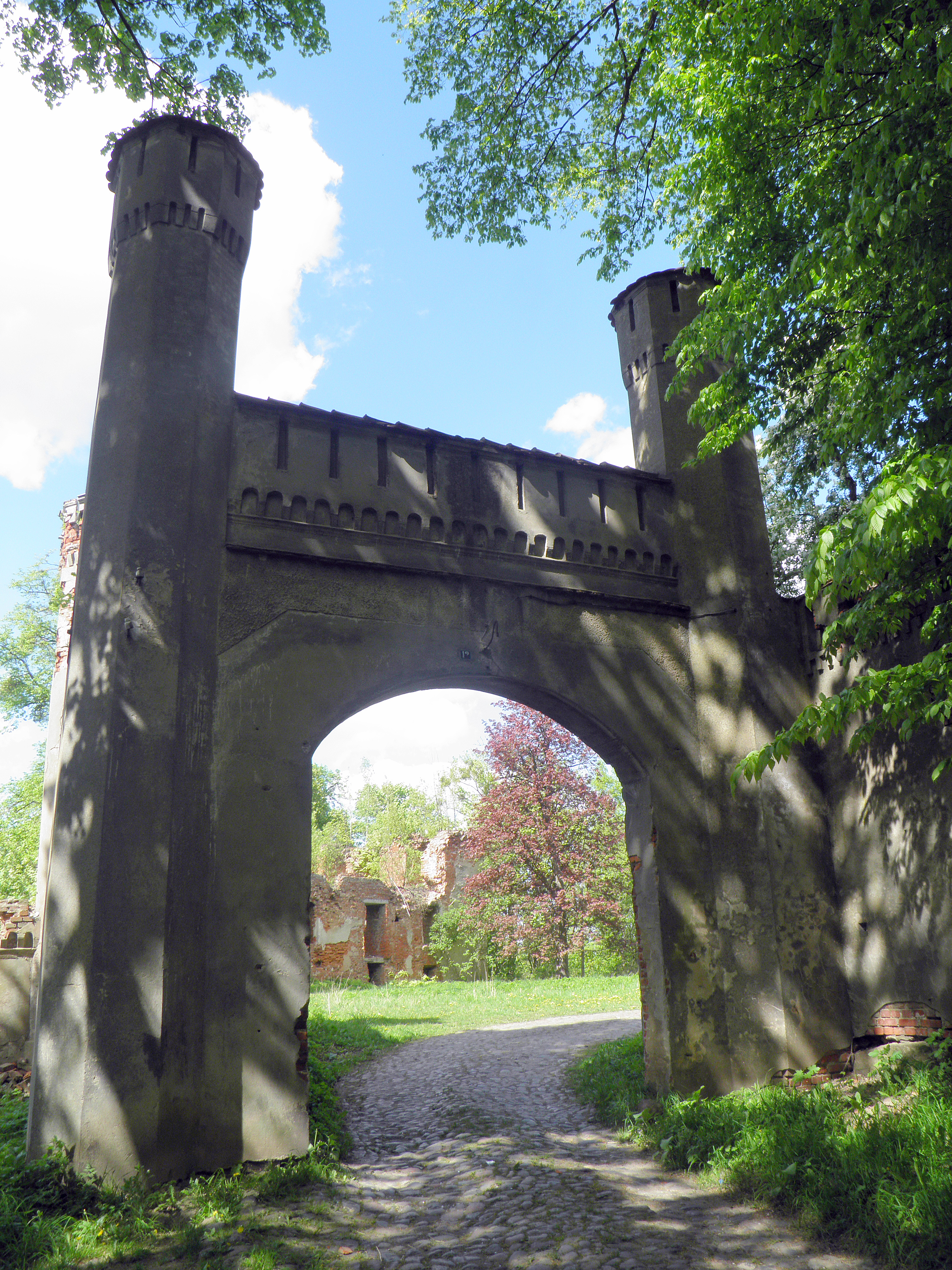
Schloss- u. Burgruine Gerdauen
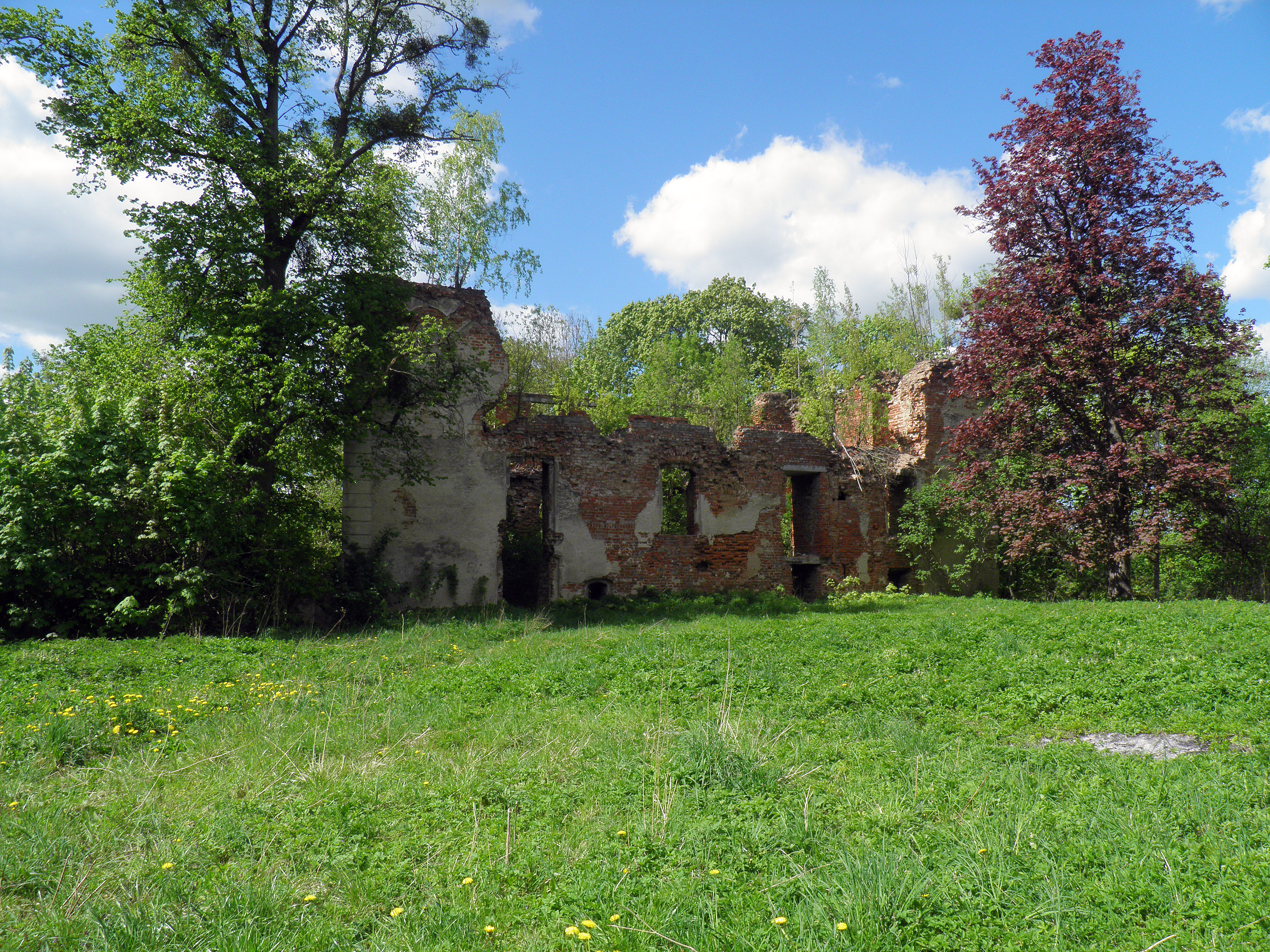
Schlossruinen
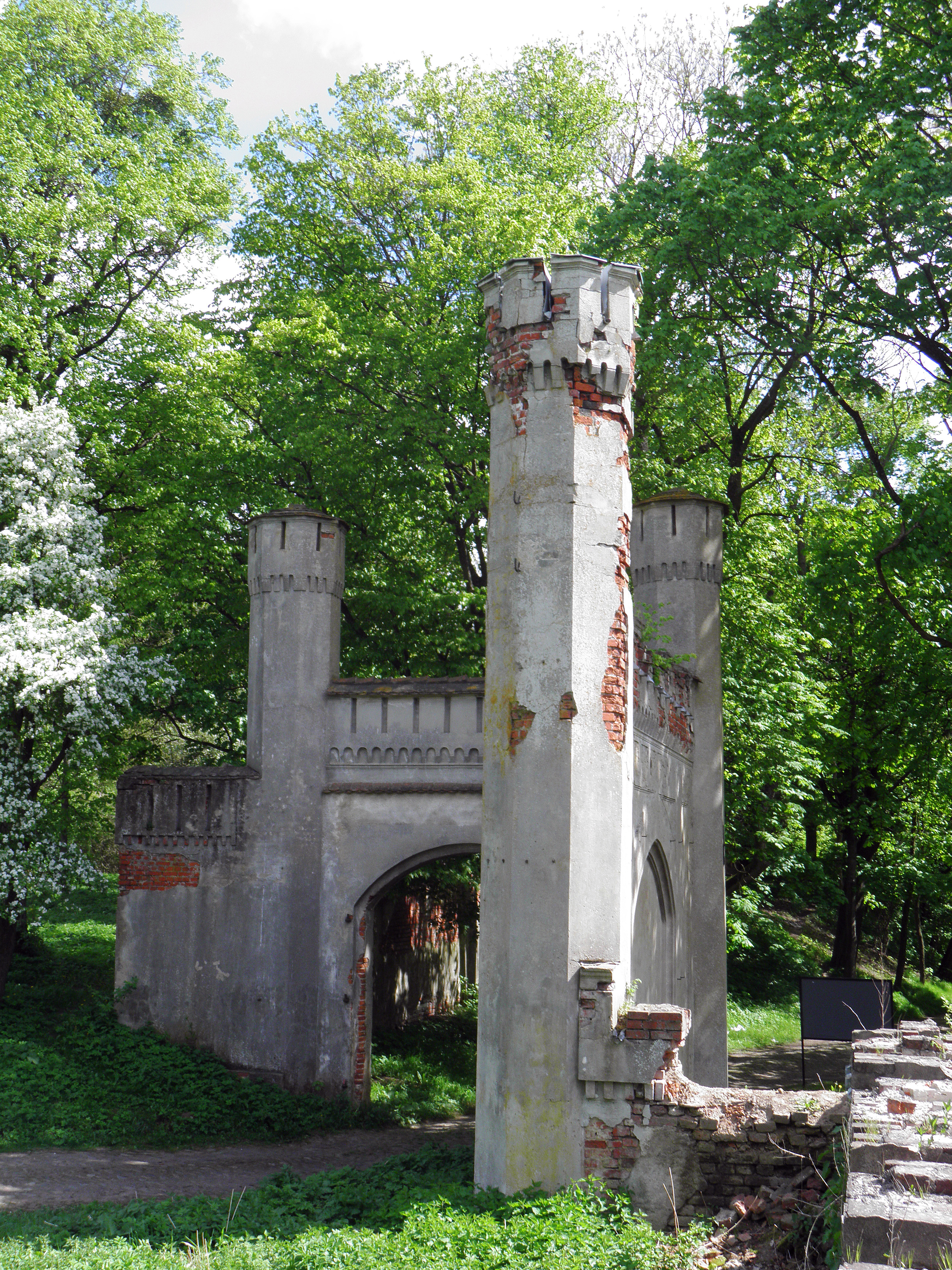
Historisches Schlosstor
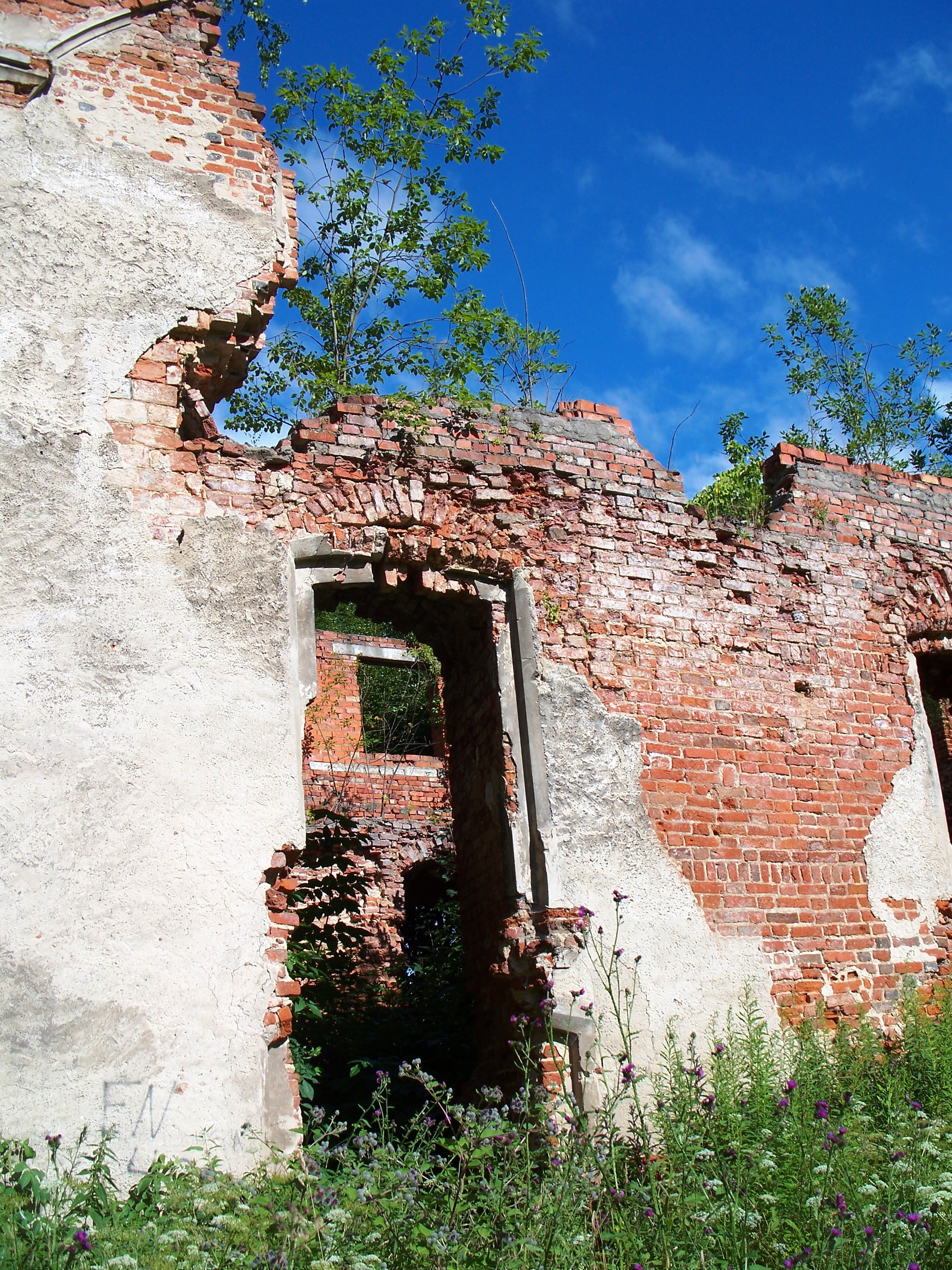
Schlossruinen
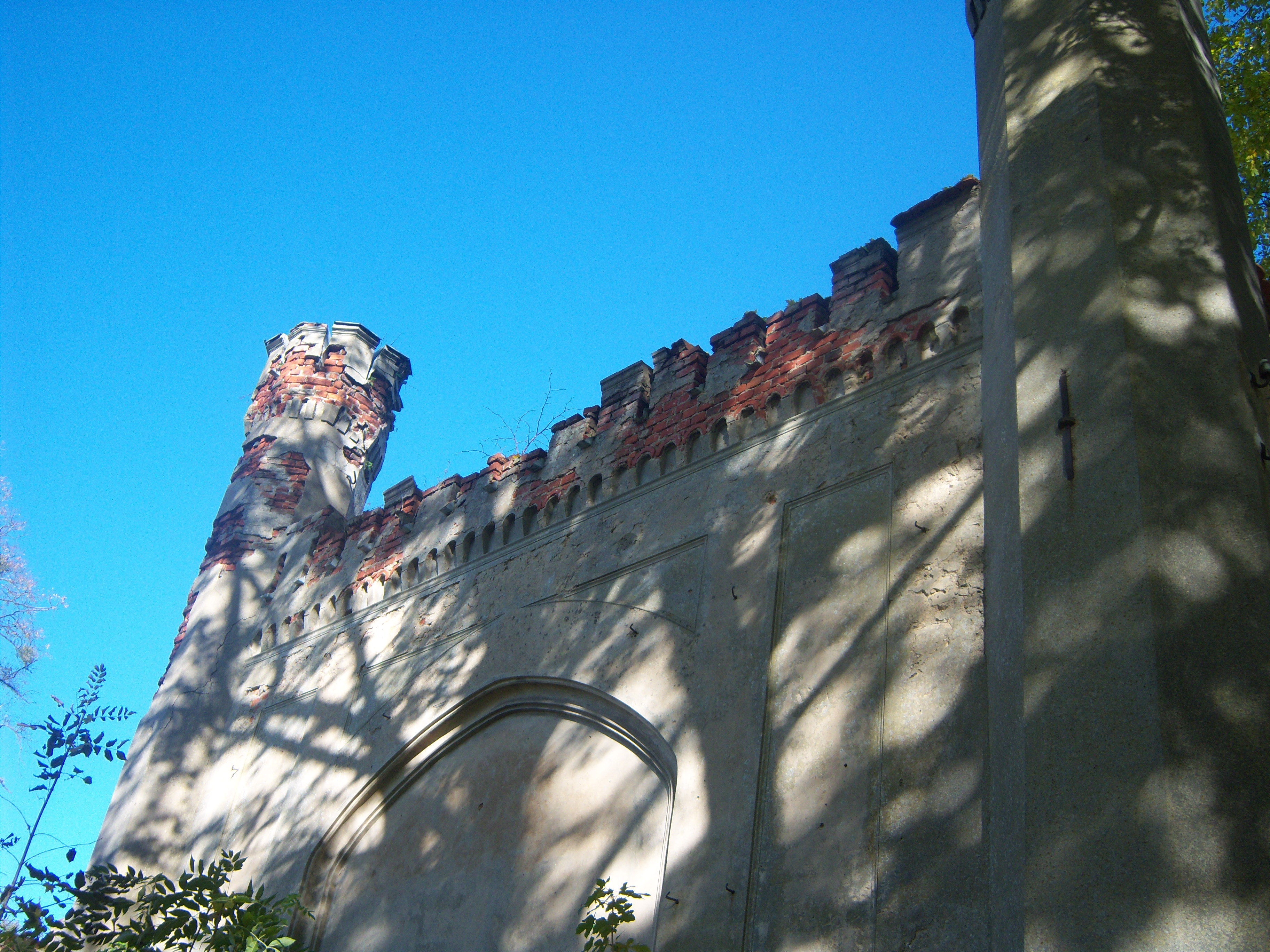
Schlossruinen

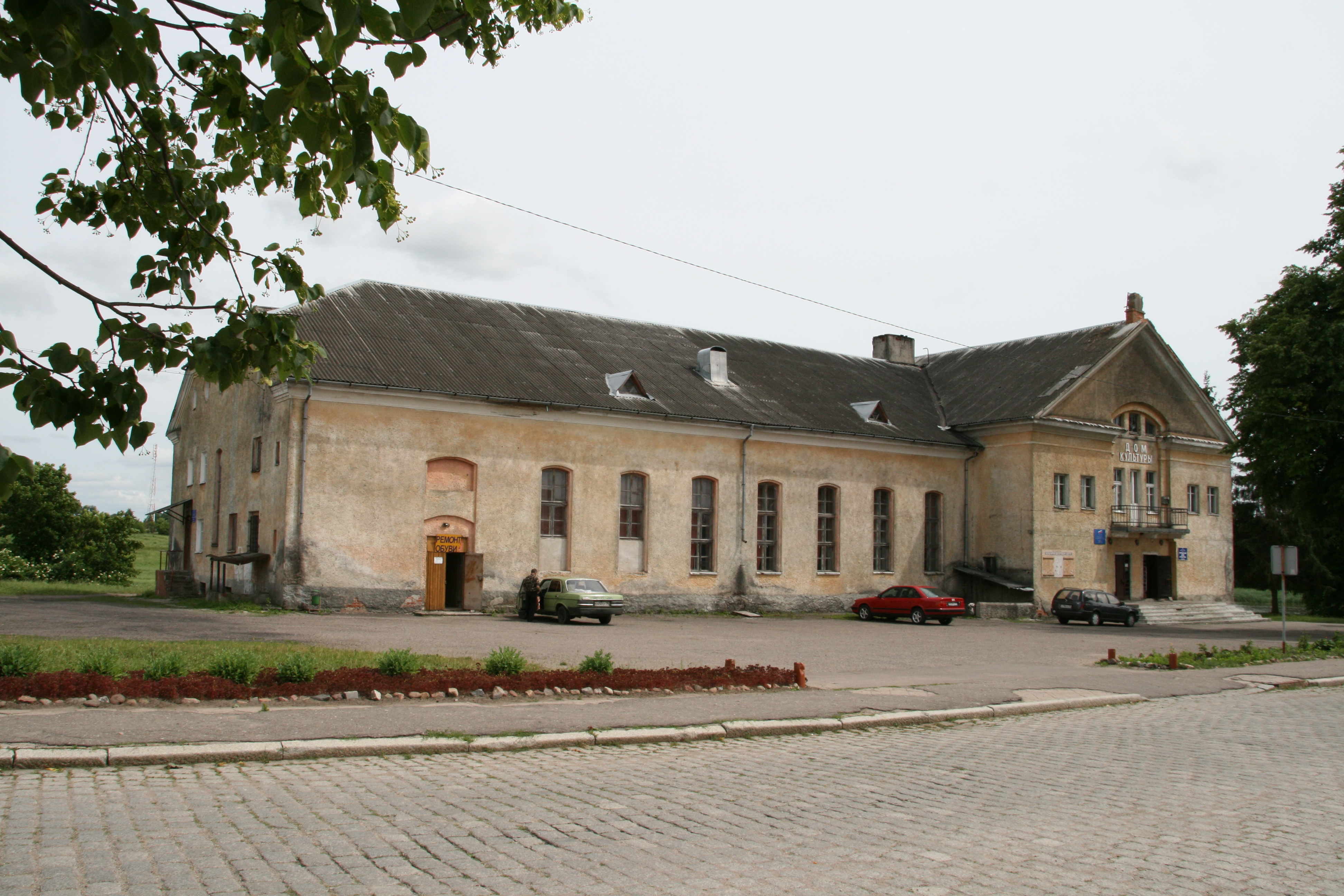
Kulturhaus / Dom Kultury (Juni 2011)
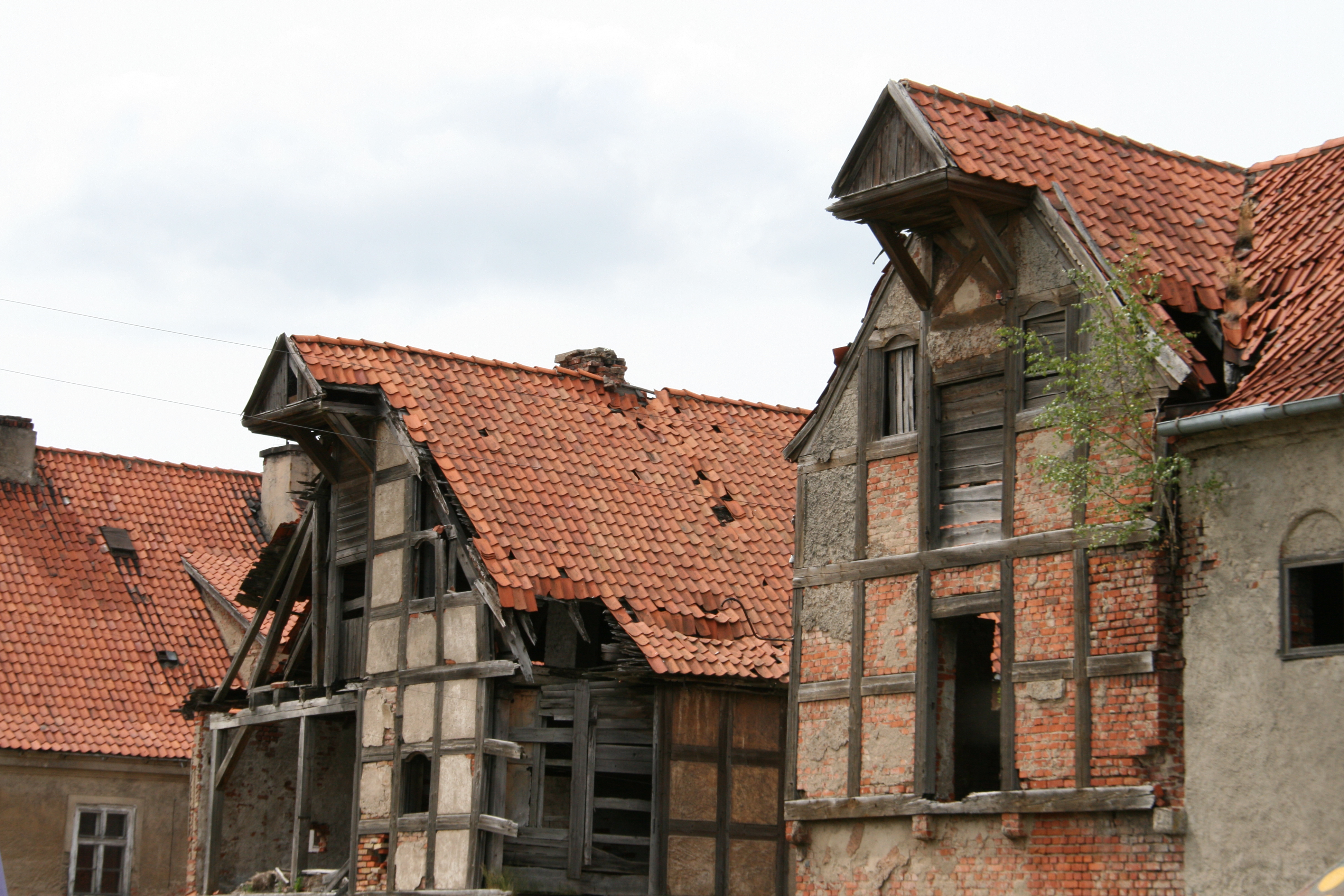
Verfallene Speicherhäuser (Juni 2011)
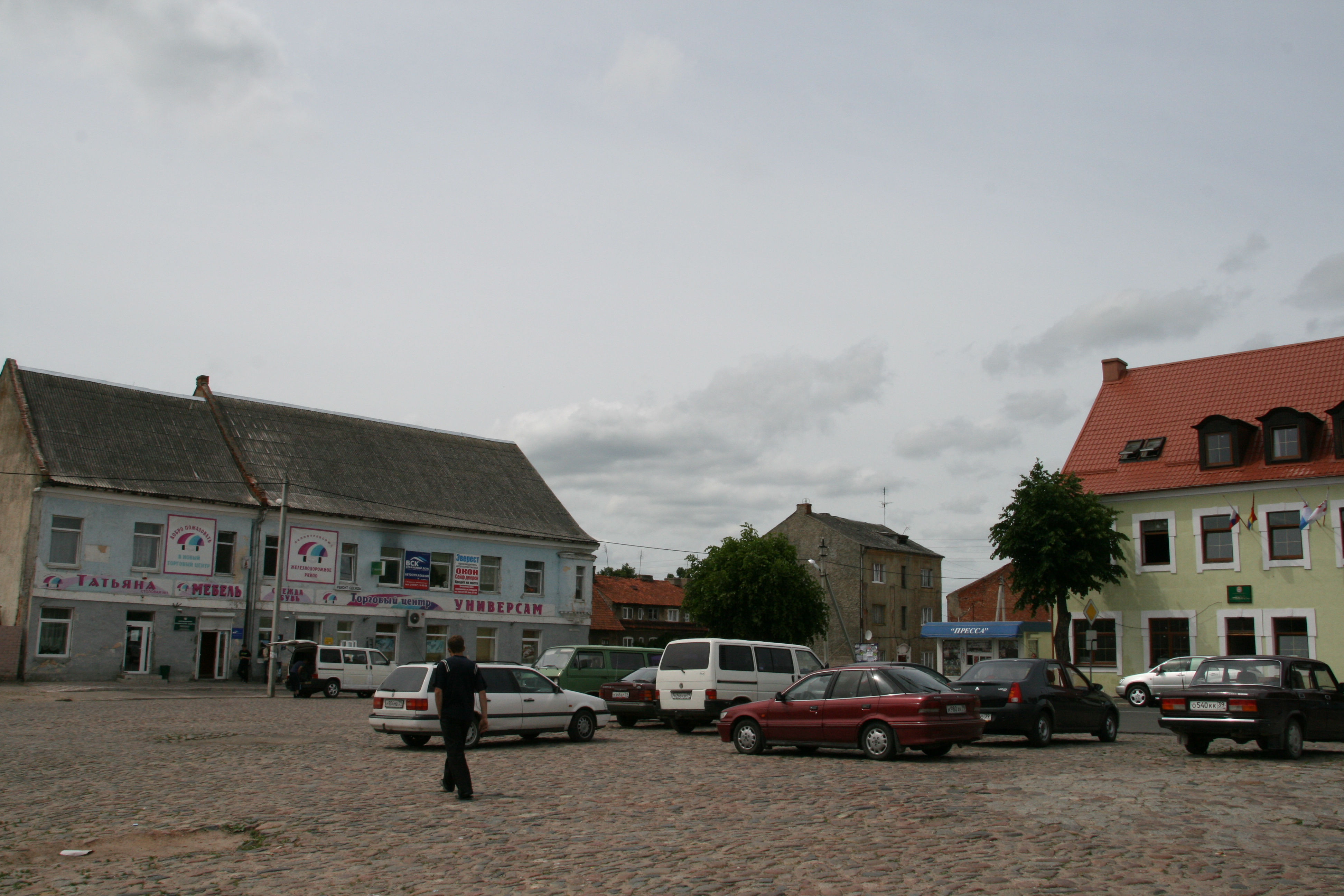
Süd-westliche Ansicht des Marktplatzes (Juni 2011)
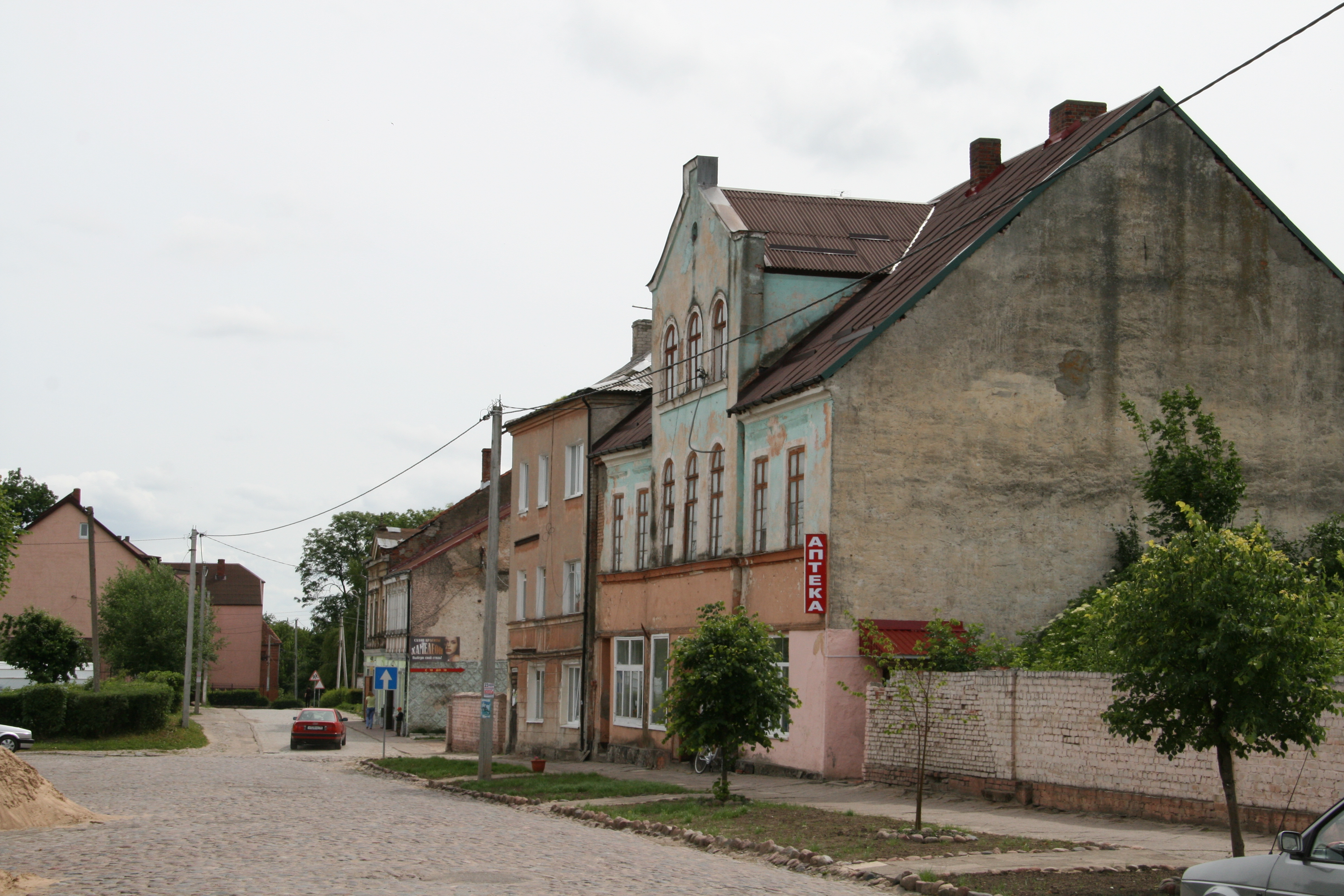
Südlicher Teil der Marktstraße (Juni 2011)
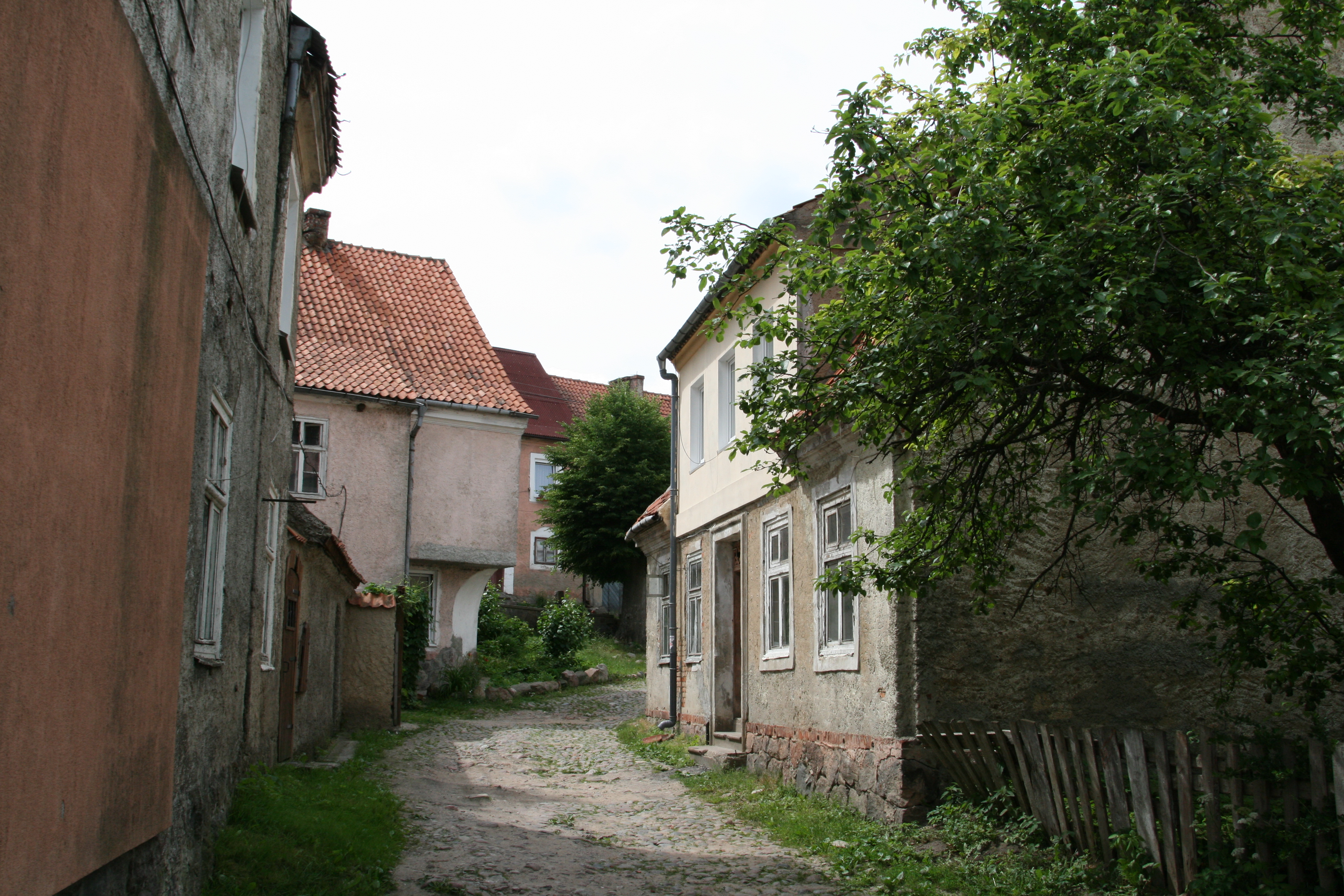
Gasse (Juni 2011)
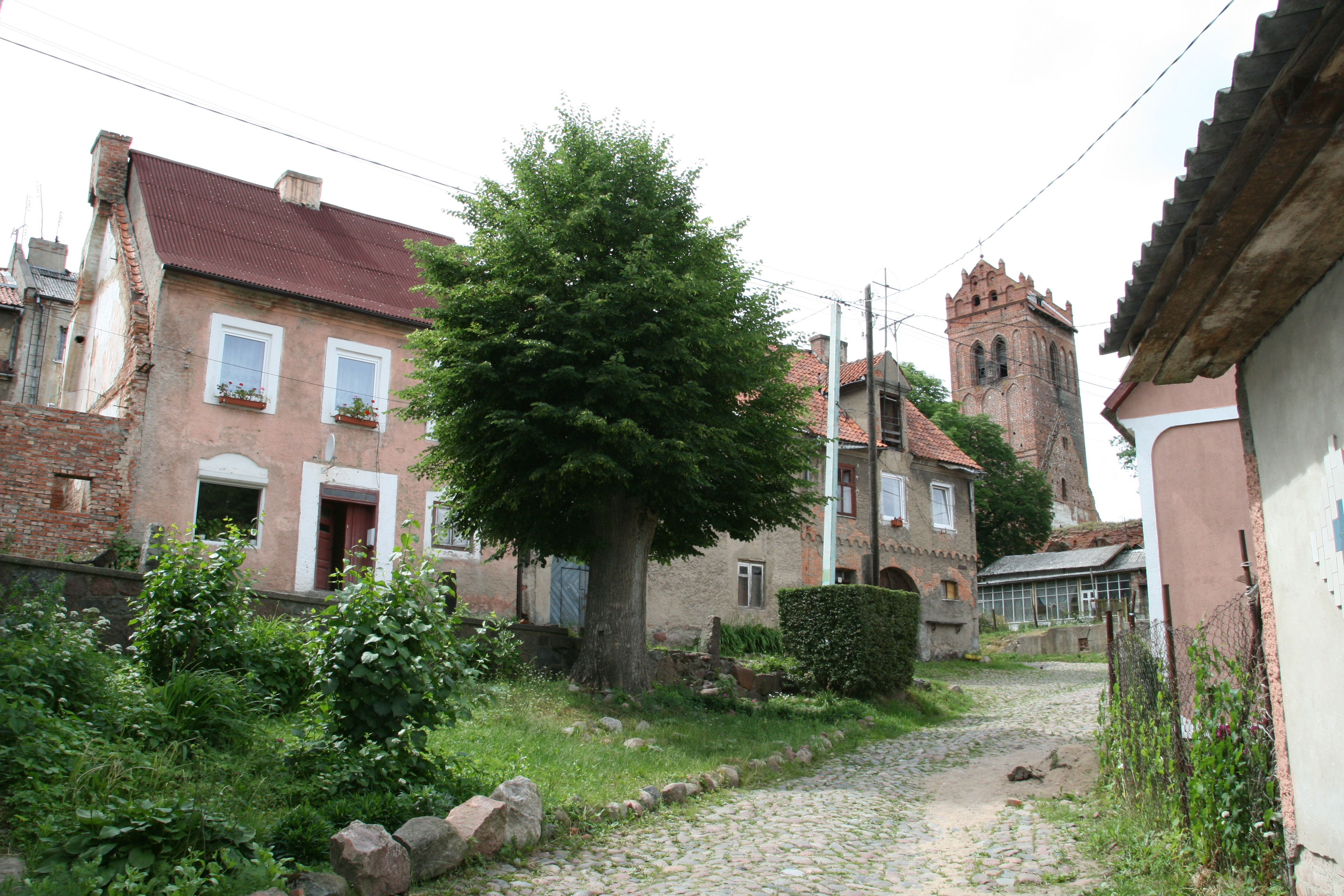
Gasse zur Kirche (Juni 2011)
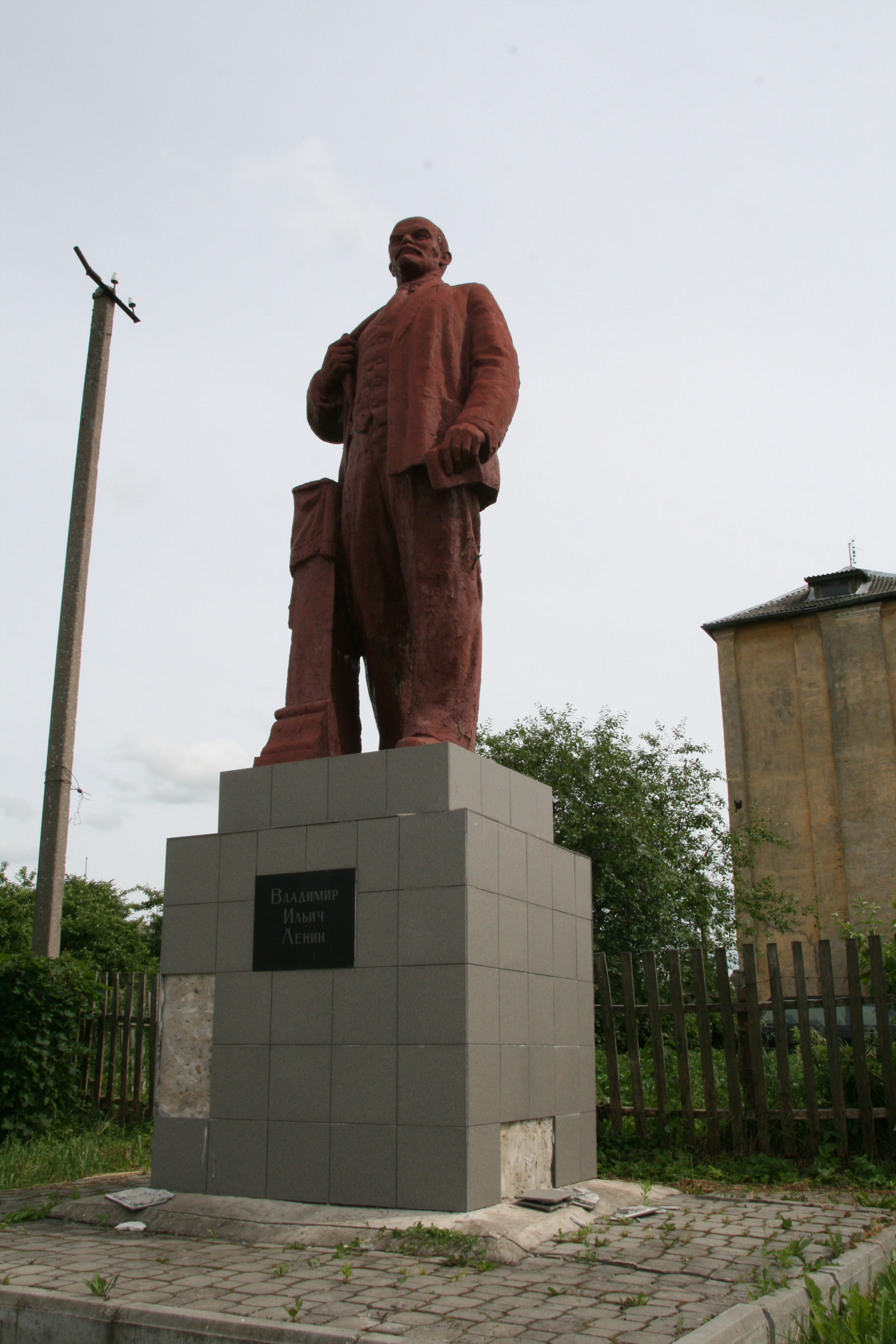
Lenindenkmal am östlichen Rand des Marktes (2011)

## Verkehr
Durch die Ortschaft verläuft die russische Fernstraße A 196, die von Königsberg über Friedland (Prawdinsk) bis an die russisch-polnische Grenze bei Nordenburg (Krylowo) führt. Innerorts mündet eine aus Allenburg (Druschba) kommende Nebenstraße ein, die auf der Trasse der früheren Reichsstraße 141 verläuft.
Im Jahre 1871 wurde Gerdauen an die Eisenbahnstrecke Thorn–Insterburg angeschlossen, und 1901 erfolgte die Anbindung an die Bahnstrecke von Königsberg über Löwenhagen nach Angerburg. 1917 wurde der Betrieb auf der Linie von Barten nach Gerdauen der Rastenburger Kleinbahnen aufgenommen. Die beiden letzteren Bahnstrecken sind nicht mehr vorhanden, die Strecke nach Tschernjachowsk wird seit 2021 wieder saisonal befahren.

## Persönlichkeiten

### Söhne und Töchter der Stadt
- Niclas von Rautter (15. Jahrhundert), Ritter des Deutschen Ordens, Hauptmann zu Gerdauen, Gutsbesitzer von Willkamm
- Georg von Schlieben (15. Jahrhundert), Ritter des Deutschen Ordens und Gutsherr von Gerdauen und Nordenburg
- Johann Friedrich von Schlieben (* 1630 auf Gerdauen; † 19. November 1696), preußischer General und Staatsmann
- Georg Christoph von Schlieben (* 1676; † 1748), preußischer Staatsminister
- Theodor Gottlieb von Hippel der Ältere (* 31. Januar 1741 in Gerdauen; †  23. April 1796 in Königsberg), preußischer Beamter, Schriftsteller und Sozialkritiker
- Theodor Gottlieb von Hippel der Jüngere (* 13. Dezember 1775 in Gerdauen; † 10. Juni 1843 in Bromberg), preußischer Jurist und Beamter, Regierungspräsident in Oppeln
- Gustav Mehlhausen (* 26. November 1823 in Gerdauen; † 1913), preußischer Sanitätsoffizier
- Max Joseph (2. Januar 1860 in Gerdauen; 17. Dezember 1932 in Berlin), Dermatologe und Fachautor
- Julius Stobbe (* 16. November 1879 in Gerdauen; † 6. Oktober 1952), deutscher Architekt
- Martin von Janson (1887–1945), Diplomat, Generalkonsul in der Freien Stadt Danzig
- Helmut Loebell (* 26. März 1894 in Gerdauen, Ostpreußen; † 4. Dezember 1964 in Hamburg), deutscher Mediziner und Hochschullehrer an der Universität Münster
- Joachim Freiherr von Braun (* 1. September 1905 in Gerdauen; † 8. Juni 1974 in Göttingen), deutscher Jurist und Vertriebenenfunktionär, Cousin von Wernher von Braun
- Hans Jenisch (* 19. Oktober 1913 in Gerdauen; † 29. April 1982 in Kronshagen (Schleswig-Holstein)), deutscher Marineoffizier
- Elisabeth Löckenhoff (* 30. Januar 1929 in Gerdauen; † 9. Juli 1985 in Berlin), deutsche Kommunikationswissenschaftlerin und Hochschullehrerin für Publizistik an der Freien Universität Berlin
- Wolfgang Jurkat (* 26. März 1929 in Gerdauen; † 7. Januar 2017 in Ulm), deutscher Mathematiker und Hochschullehrer an der Universität Ulm
- Degenhard Sommer (* 8. Dezember 1930 Gerdauen; † 30. März 2020), deutscher Architekt, Industriebauer und Hochschullehrer an der TU Wien
- Hinrich Kuessner (* 29. April 1943 in Gerdauen), evangelischer Theologe, Diakoniegeschäftsführer der Pommerschen Kirche, SPD-Politiker in Mecklenburg-Vorpommern

### Mit der Stadt verbunden
- Theodor Schultz (1770–1850), Herrnhuter Missionar und Verfasser eines Deutsch-Arawakischen Wörterbuchs[32]
- Wilhelm Steputat (* 1868 auf dem Rittergut Bokellen (heute Frunsenskoje), Kreis Gerdauen; † 1941 ebenda), deutscher Schriftsteller, Jurist und Politiker.